# Mardi Gras (crucero)
El Mardi Gras es un crucero operado por Carnival Cruise Line. El barco es el buque líder de Carnival de la clase Excel de la flota, una subclase de la clase Excellence, y fue construido por el astillero Meyer Turku en Turku, Finlandia. El barco a menudo se ha denominado incorrectamente Carnival Mardi Gras, aunque Carnival ha especificado que su nombre no incluye el prefijo "Carnival", una novedad desde que los barcos de la clase Fantasy originalmente omitieron "Carnival" en sus nombres en sus nombres.  El nombre fue annunciado en diciembre de 2018.
El Mardi Gras ha estado sujeto a numerosos retrasos en su construcción, entrega y debut en medio de la pandemia de COVID-19 y su posterior impacto en el turismo. El 24 de enero de 2020, el Mardi Gras fue sacado a flote y reubicado en otro lugar del astillero para completar su equipamiento. Programado por primera vez para una entrega y viaje inaugural en el verano de 2020, fue entregado finalmente a Carnival el 18 de diciembre de 2020. Después de que su debut se pospusiera en numerosas ocasiones, el Mardi Gras comenzó a operar salidas semanales el 31 de julio de 2021.